# جيمي غوردون
جيمي غوردون (بالإنجليزية: Jimmy Gordon)‏ (23 يوليو 1888 في المملكة المتحدة - 22 نوفمبر 1954) هو لاعب كرة قدم بريطاني (وحمل سابقاً جنسية المملكة المتحدة لبريطانيا العظمى وأيرلندا) في مركز الوسط. شارك مع منتخب اسكتلندا لكرة القدم. أما مع النوادي، فقد لعب مع دونفرملين أثلتيك ونادي رينجرز ورابطة كرة القدم الاسكتلندية الحادية عشر ‏.

## مسيرته الكروية
لعب جيمي غوردون خلال مسيرته الاحترافية مع نادِ واحدٍ في أربعة عشر موسمًا وسجل خلالها 66 هدفًا ضمن 315 مباراة. ولم يفز بأي موسم بالكأس وفاز في خمسة مواسم بالدوري.
خاض جيمي غوردون مسيرته مع نادي رينجرز في موسم 1906–07 ليلعب معه أربعة عشر موسمًا، مشاركًا في 315 مباراة سجل خلالها 66 هدفًا.

## وصلات خارجية
- جيمي غوردون على موقع الاتحاد الإسكتلندي (الإنجليزية)
- جيمي غوردون على موقع قاعدة بيانات كرة القدم.إي يو (الإنجليزية)
- جيمي غوردون على موقع ناشيونال فوتبول تيمز (الإنجليزية)